# Erinnyis obscura
Erinnyis obscura (Fabricius, 1775) è un lepidottero appartenente alla famiglia Sphingidae, diffuso in America Settentrionale, Centrale e Meridionale.

## Descrizione

### Adulto
È la seconda più piccola specie di Erinnyis, dopo E. guttularis, tanto che gli esemplari più grandi raggiungono appena le dimensioni delle più piccole E. oenotrus.

L'ala anteriore mostra una colorazione di fondo grigio-brunastra, con disegni più marcati, di un marrone scuro, specie nel maschio. Il dimorfismo sessuale ricorda quello riscontrabile in E. ello ed in E. yucatana, con il maschio che rivela nell'ala anteriore una banda scura longitudinale, totalmente assente nella femmina.

L'ala posteriore è arancione, tendente al marroncino via via che ci si avvicina al termen, con nervature più scure; si nota una macchia bipartita bianca e marrone in prossimità dell'angolo anale.

Il torace e l'addome appaiono brunastri, ma il primo dei due è più scuro.

Le antenne sono filiformi e appena uncinate alle estremità, con una lunghezza pari a circa la metà della costa.

Nel genitale maschile, i lobi dell'uncus appaiono appuntiti e più corti rispetto ai sottili e affusolati processi dello gnathos.

L'apertura alare va da 56 a 59 mm nel maschio e da 59 a 65 mm nella femmina.

### Larva
Il bruco è verde-giallastro, con due linee laterali grigiastre che corrono dal capo fino alla base del cornetto caudale. Le zampe mostrano delle macchioline nere in prossimità della base.

### Pupa
La crisalide è anoica, lucida e nerastra, con disegni arancioni, ed un cremaster poco sviluppato. Si può rinvenire entro un bozzolo posto a scarsa profondità nella lettiera del sottobosco. La fase pupale dura circa quattordici giorni.

L'ecozona neotropicale

## Distribuzione e habitat
L'areale di questa specie si estende soprattutto sull'ecozona neotropicale, e solo in piccola parte su quella neartica, comprendendo Argentina (Buenos Aires, Catamarca, Chaco, Córdoba, Corrientes, Entre Ríos, Formosa, Jujuy, La Rioja, Misiones, Salta, Santa Fe, Tucumán), il Belize, 
la Bolivia (Cochabamba, La Paz, Santa Cruz), 
il Brasile orientale, la Colombia (Meta), la Costa Rica, Cuba, l'Ecuador, le Galápagos (la sola sottospecie E. o. conformis), la Giamaica, la Guadalupa, la Guyana, la Guyana francese (Matoury, Sinnamary), Haiti, l'Honduras, la Martinica, il Messico, il Paraguay, il Perù, la Repubblica Dominicana, gli Stati Uniti meridionali (Arizona, Arkansas, California, Florida, Mississippi, Nebraska, Dakota del Nord, Nuovo Messico, Oklahoma, Pennsylvania, Texas), il Suriname, l'Uruguay, il Venezuela.
L'habitat è rappresentato da foreste tropicali, dal livello del mare fino a zone collinari.

## Biologia

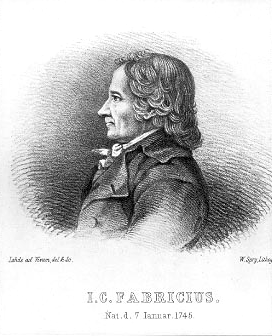
L'entomologo ed economista danese Johan Christian Fabricius (1745-1808), che per primo descrisse la specie nel 1775

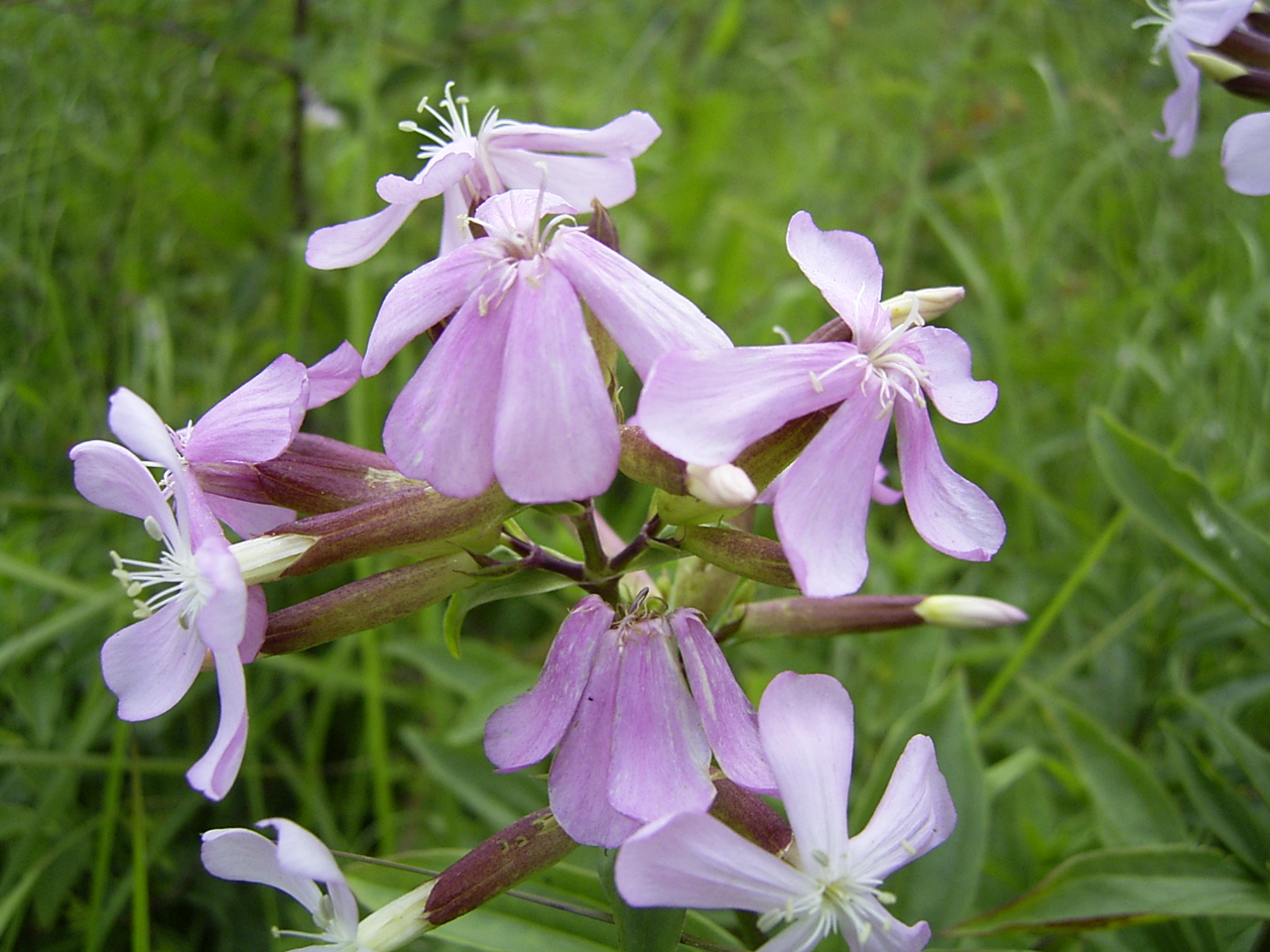
Infiorescenza di Saponaria officinalis

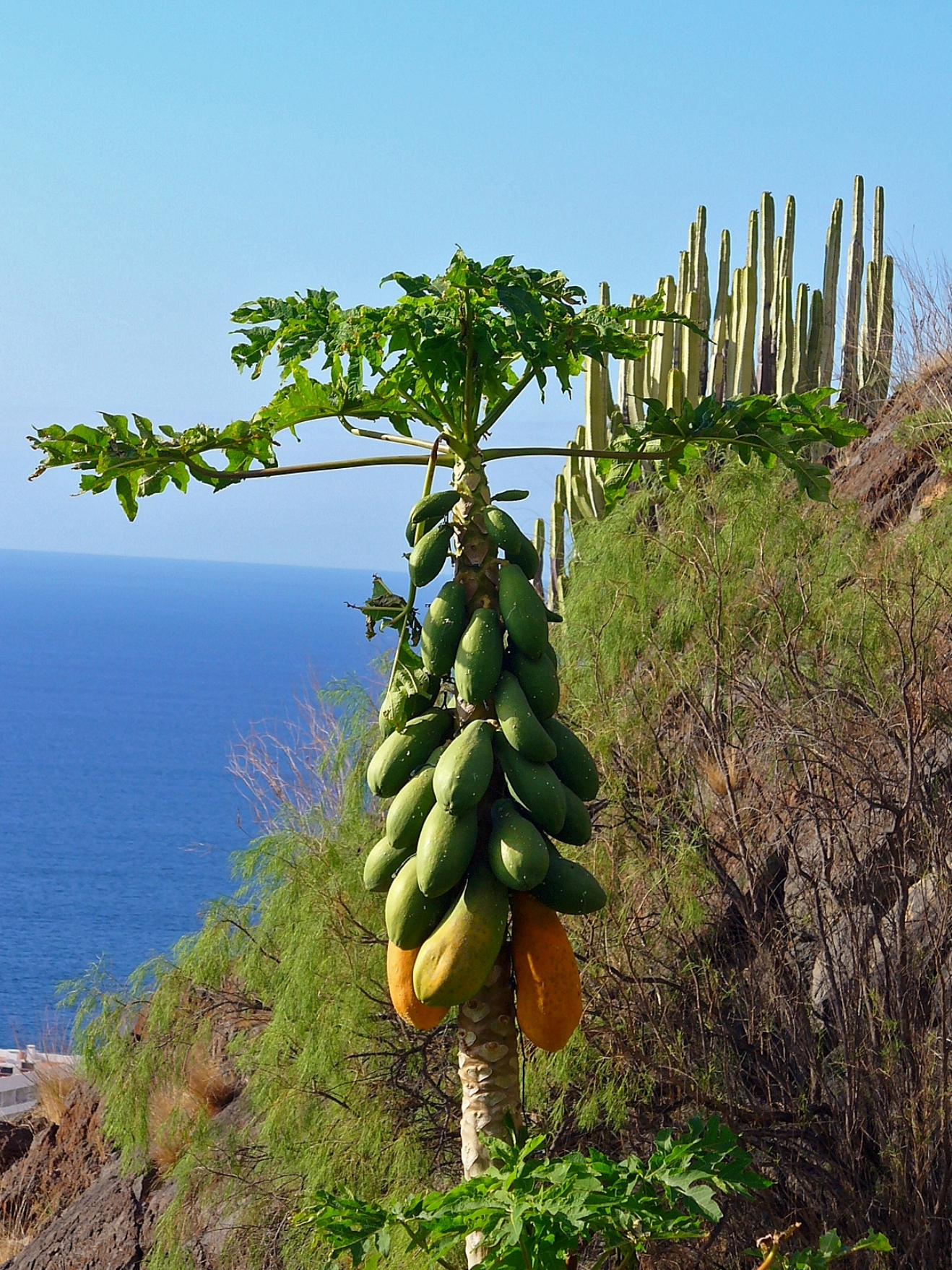
Carica papaya

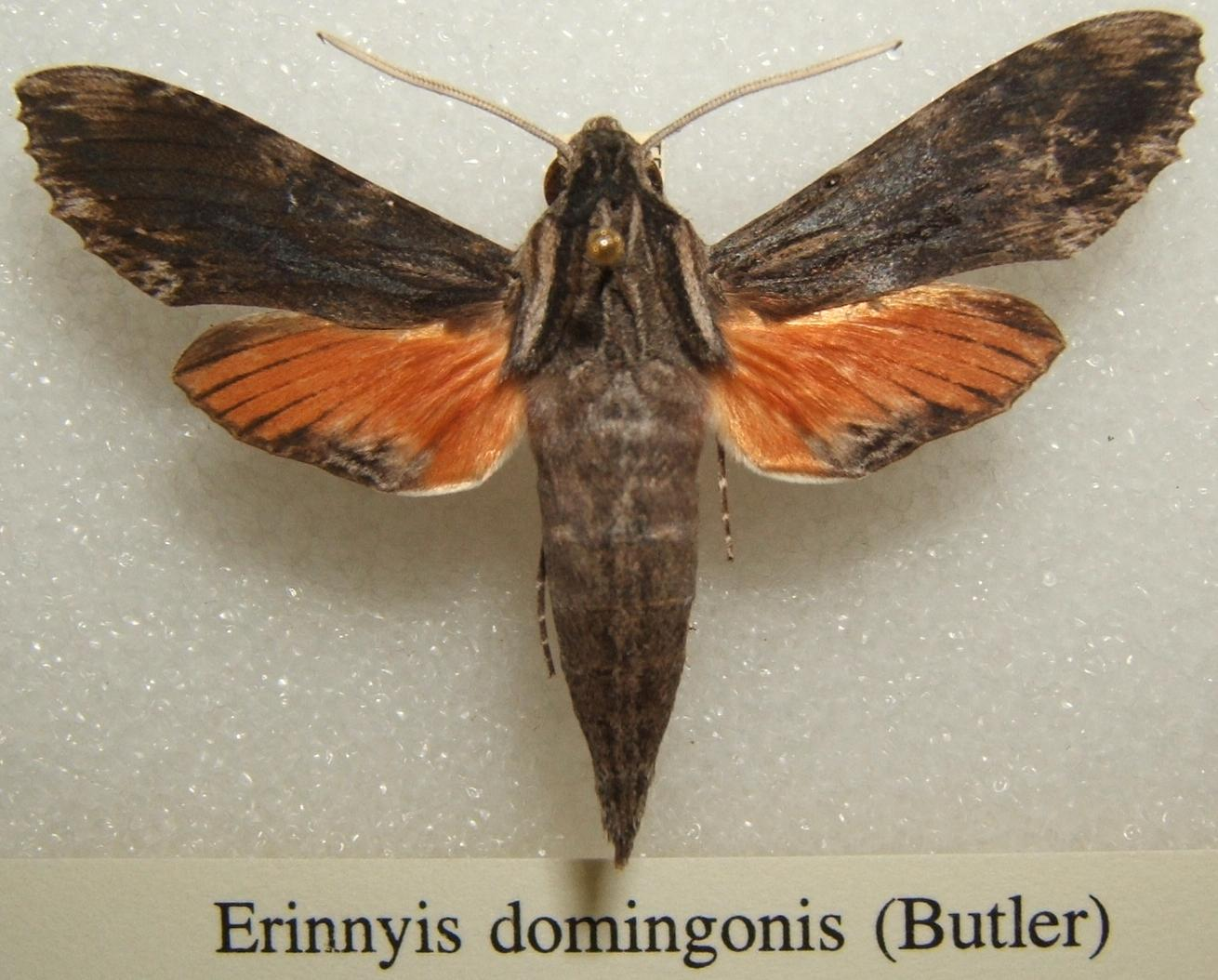
Erinnyis domingonis, oggi considerata sinonimo di E. obscura

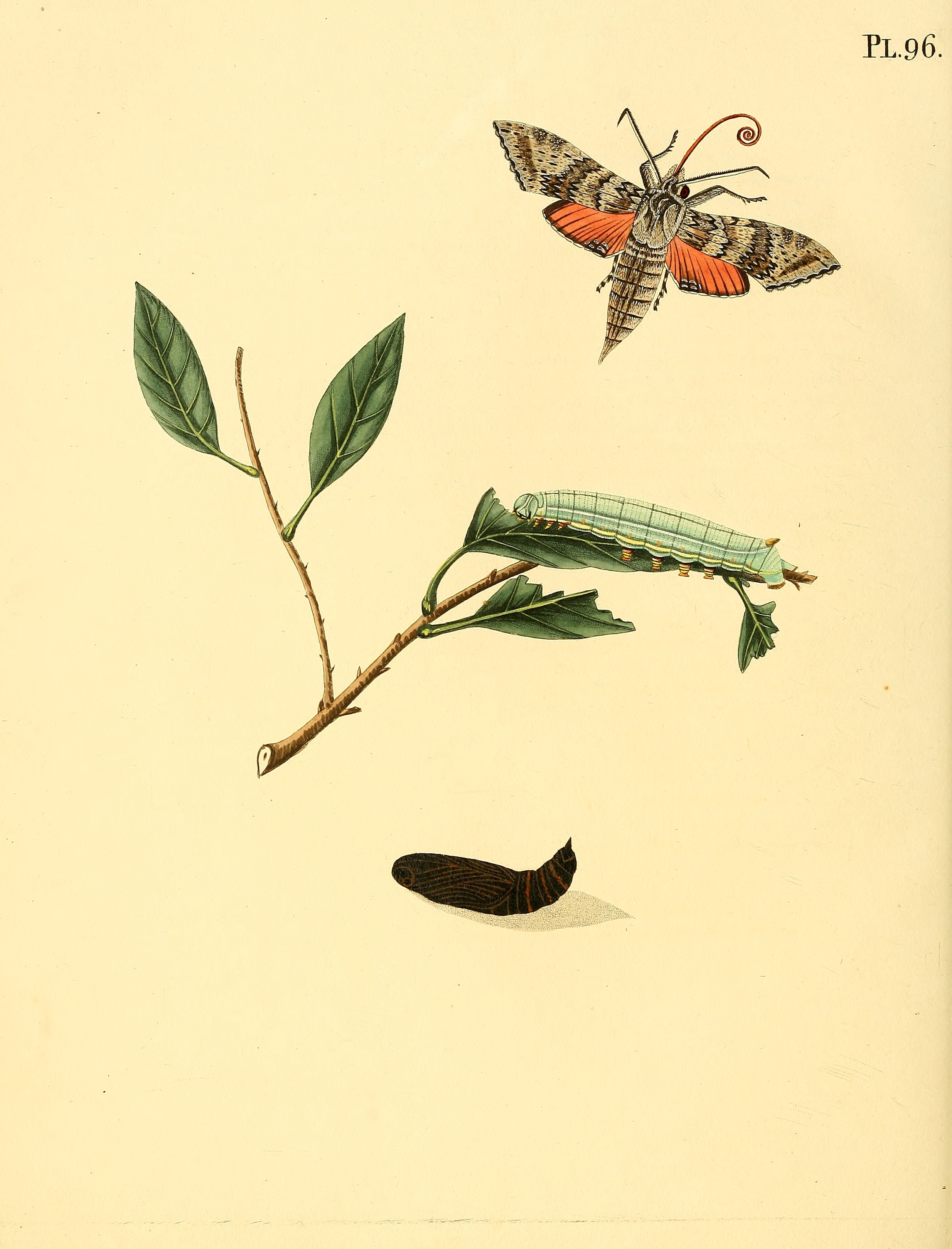
Erinnyis obscura ritratta nella tavola n°96 del "Natuurlijke Historie van Surinaamsche Vlinders, naar het leven geteekend" di Jan Sepp (1848)

Durante l'accoppiamento, le femmine richiamano i maschi grazie ad un feromone rilasciato da una ghiandola, posta all'estremità dell'addome.

### Periodo di volo
Gli adulti sono rinvenibili tutto l'anno nella fascia tropicale dell'areale; la sottospecie E. o. conformis vola da marzo a luglio.

### Alimentazione
Gli adulti si nutrono durante la notte del nettare di varie specie tra cui:
- Asystasia gangetica (L.) T.Anderson (Acanthaceae)
- Saponaria officinalis L. (Saponaria, Caryophyllaceae)

I bruchi attaccano le foglie di membri di diverse famiglie, tra cui:
- Allamanda spp. L. (Apocynaceae)
- Blepharodon mucronatum (Schltdl.) Decne. (Apocynaceae)
- Carica papaya L. (Papaia o Papaya) (Caricaceae)
- Cynanchum palustre (Pursh) A. Heller (Apocynaceae)
- Cynanchum racemosum (Jacq.) Jacq. (Talayote, Apocynaceae)
- Jatropha spp. L. (Euphorbiaceae)
- Morrenia odorata (Hook. & Arn.) Lindl. (Apocynaceae)
- Philibertia heterophylla (Engelm. ex Torr.) Jeps. (Apocynaceae)
- Philibertia viminalis (Sw.) A. Gray (Apocynaceae)
- Rauvolfia ligustrina Willd. ex Roem. & Schult (Apocynaceae)
- Rauvolfia tetraphylla L. (Apocynaceae)
- Sarcostemma angustissimum (Andersson) R.W. Holm (Apocynaceae)
- Stemmadenia obovata (Hook. & Arn.) K.Schum (Apocynaceae)

## Tassonomia

### Sottospecie
Allo stato attuale vengono riconosciute tre sottospecie:
- Erinnyis obscura obscura Fabricius, 1775 - Syst. Ent.: 538 - Locus typicus: America[1]
- Erinnyis obscura conformis Rothschild & Jordan, 1903 - Novit. zool. 9 (suppl.): 369 - Locus typicus: Galápagos - Molto simile a E. o. obscura, ma con un dimorfismo sessuale meno marcato. Il torace è uniformemente grigio in ambo i sessi, così come l'ala anteriore, che anche nei maschi è mancante della tipica linea nera trasversale, così da renderli molto simili alle femmine. L'ala posteriore ha un colore di fondo simile a quello di E. o. obscura, anche se leggermente più intenso, ma qui il margine esterno è marcatamente brunastro, e la macchia in prossimità dell'angolo anale si sgrana in una serie di punti neri ben definiti. Sono assenti le venature scure, visibili in E. o. obscura. L'apertura alare è di circa 58 mm.[6][8][10]
- Erinnyis obscura socorroensis Clark, 1926 - Proc. New Engl. zool. Club. 9: 50 - Locus typicus: Isole Revillagigedo - Di colorazione intermedia tra E. o. obscura ed E. o. conformis, e con un dimorfismo sessuale molto ridotto. L'ala anteriore ha una colorazione più uniforme rispetto a quella delle altre due sottospecie. Nell'ala posteriore, la banda marginale scura è più sottile di quella in E. o. conformis, diventando vestigiale tra M1 ed M3. La fila di puntini neri in prossimità dell'angolo anale è presente, ma meno definita che in E. o. conformis. Le venature scure, assenti in E. o. conformis, qui sono presenti, ma meno pronunciate rispetto a E. o. obscura.[7][9][11]

Erinnyis obscura conformis ♂
Erinnyis obscura conformis ♂△
Erinnyis obscura conformis ♀
Erinnyis obscura conformis ♀ △

### Sinonimi
Sono stati riportati dieci sinonimi:
- Anceryx rhaebus Boisduval, 1870 - Considérations Lépid. Guatemala: 72 (sinonimo eterotipico) - Locus typicus: Honduras[12]
- Dilophonota festa Edwards, 1882 - Papilio 2 (1) : 11 (sinonimo eterotipico) - Locus typicus: Texas nord-occidentale[13]
- Erinnyis cinerosa Grote, 1865 - Ann. Lyc. nat. Hist. N.Y. 8 : 201 (sinonimo eterotipico)[14]
- Erinnyis domingonis (Butler, 1875) - Proc. zool. Soc. Lond. 1875: 258 (sinonimo eterotipico, secondo alcuni autori da considerarsi specie a parte) - Locus typicus: Haiti[15]
- Erinnyis domingonis pallescens Clark, 1936 (sinonimo eterotipico)
- Erinnyis obscura jamaicensis Clark, 1935 (sinonimo eterotipico)
- Erinnyis phalaris Kirby, 1892 (sinonimo eterotipico)
- Sphinx obscura Fabricius, 1775 - Syst. Ent.: 538 (sinonimo omotipico) - Locus typicus: America[1]
- Sphinx picta Sepp, 1848 - Surinaam. Vlinders 2 (24): 215, pl. 96 (sinonimo eterotipico) - Locus typicus: Suriname[16]
- Sphinx rustica Schaller, 1788 (sinonimo eterotipico)